# M109 (obuseiro autopropulsado)
O M109 é um obuseiro autopropulsado de 155 mm, que entrou em serviço nos anos 60. Este blindado está no inventário de mais de 30 países, incluindo Brasil e Portugal. É conhecido por sua mobilidade, armamento potente e eletrônica sofisticada.

## História

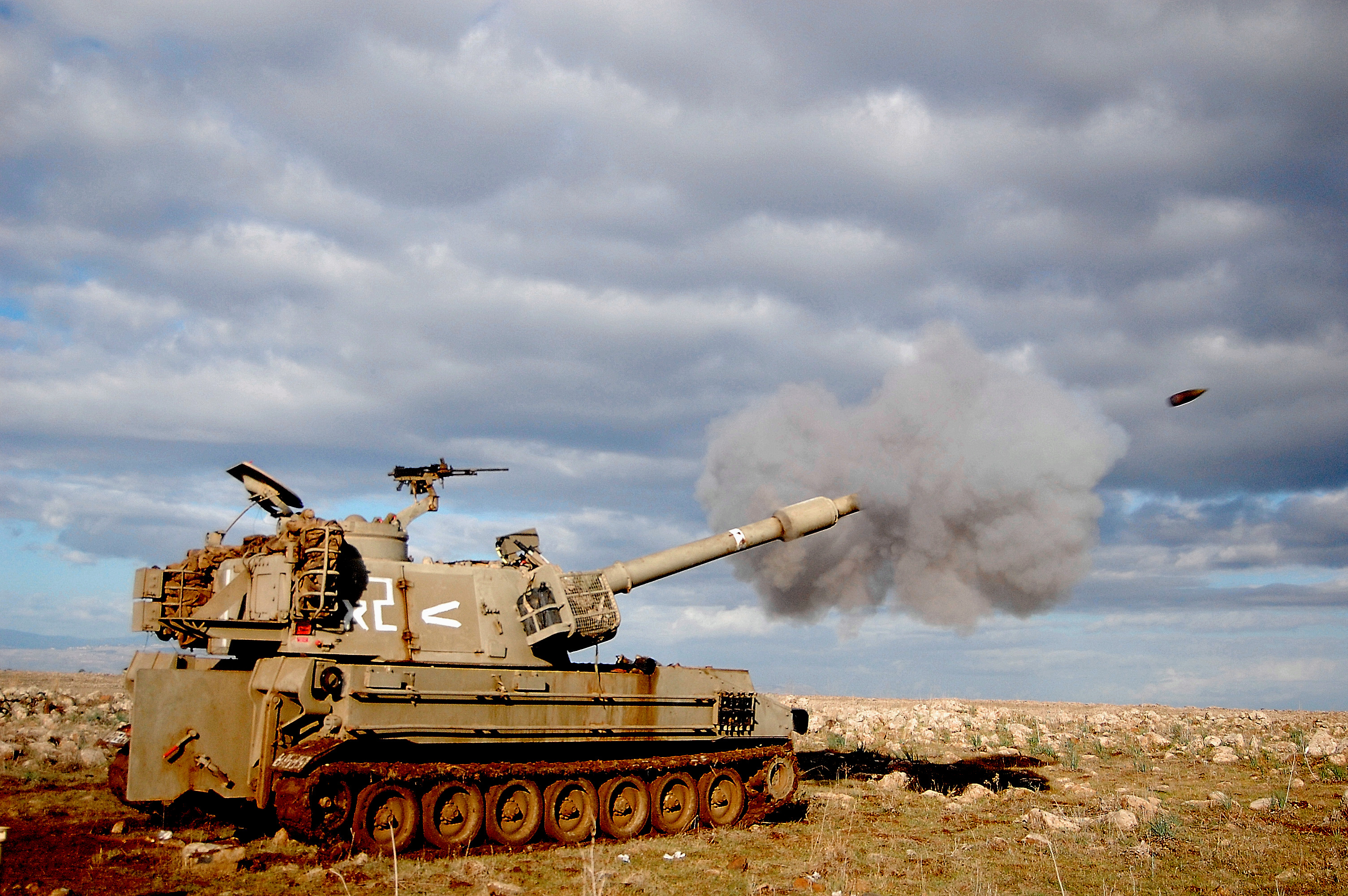
Um M109 das Forças de Defesa de Israel.

O M109 foi a variante média de um programa dos Estados Unidos para adotar um chassi comum para suas unidades de artilharia autopropulsada. A versão leve, o obuseiro M108, que começou a ser retirado do serviço ativo durante a Guerra do Vietnã, mas muitos foram simplesmente reconstruídos como M109s.
O M109 viu sua estreia em combate no Vietnã. Israel usou o M109 contra o Egito na Guerra do Yom Kippur de 1973 e nos conflitos no Líbano em 1982 e 2006, além de nos seus conflitos contra os palestinos. O Irã usou o M109 na Guerra Irã-Iraque na década de 1980. Este veículo também serviu em guerras com os exércitos Britânico, Egípcio e Saudita na Guerra do Golfo, em 1991. O M109 também serviu no Exército dos Estados Unidos neste mesmo conflito, bem como na Guerra do Iraque de 2003 a 2011.
Atualizações para o canhão, munição, sistema de controle de fogo, capacidade de sobrevivência e outros eletrônicos foram feitos ao longo da vida útil do projeto para expandir as capacidades do sistema, incluindo para projéteis nucleares táticos, projéteis guiados (como o Copperhead), projéteis assistidos por foguete (RAP), minas dispersáveis (FASCAM) e munições de dispersão (DPICM do tipo cluster).
O M109 tem uma tripulação de quatro pessoas: o chefe/comandante de seção, o motorista, o artilheiro e o carregador/manipulador de munição. O chefe ou artilheiro aponta o canhão para a esquerda ou direita (deflexão) e para cima e para baixo (quadrante).
O exército britânico acabou substituindo seus M109s pelo AS-90. De fato, várias forças armadas europeias substituíram ou estão atualmente substituindo os M109 mais antigos pelos PzH 2000 alemães. Já o exército dos Estados Unidos estão modernizando o M109 com novas variantes, assim como a Suíça (KAWEST). Com o cancelamento dos projetos Crusader e XM1203, o M109A6 "Paladin" provavelmente continuará sendo o principal obus autopropulsado para os Estados Unidos até o novo M1299 entrar em serviço.

## Desenho
O M109 foi desenvolvido pela Divisão Ground System da United Defense LP (agora BAE Systems Platforms & Services).

### Armamentos
- Primário: um canhão obuseiro M126 (ou M126A1) de 155 mm (M109), canhão M185 de 155 mm (A1/A2/A3/A4), ou um canhão M284 de 155 mm (A5/A6).
- Secundário: metralhadoras M2 calibre .50 (12,7 mm), lança-granadas automático Mk 19 Mod 3 de 40 mm, uma metralhadora M60 de 7,62 mm, uma M240 ou uma metralhadora L4.

## Operadores
M109
- Líbia

M109A1
- Emirados Árabes Unidos

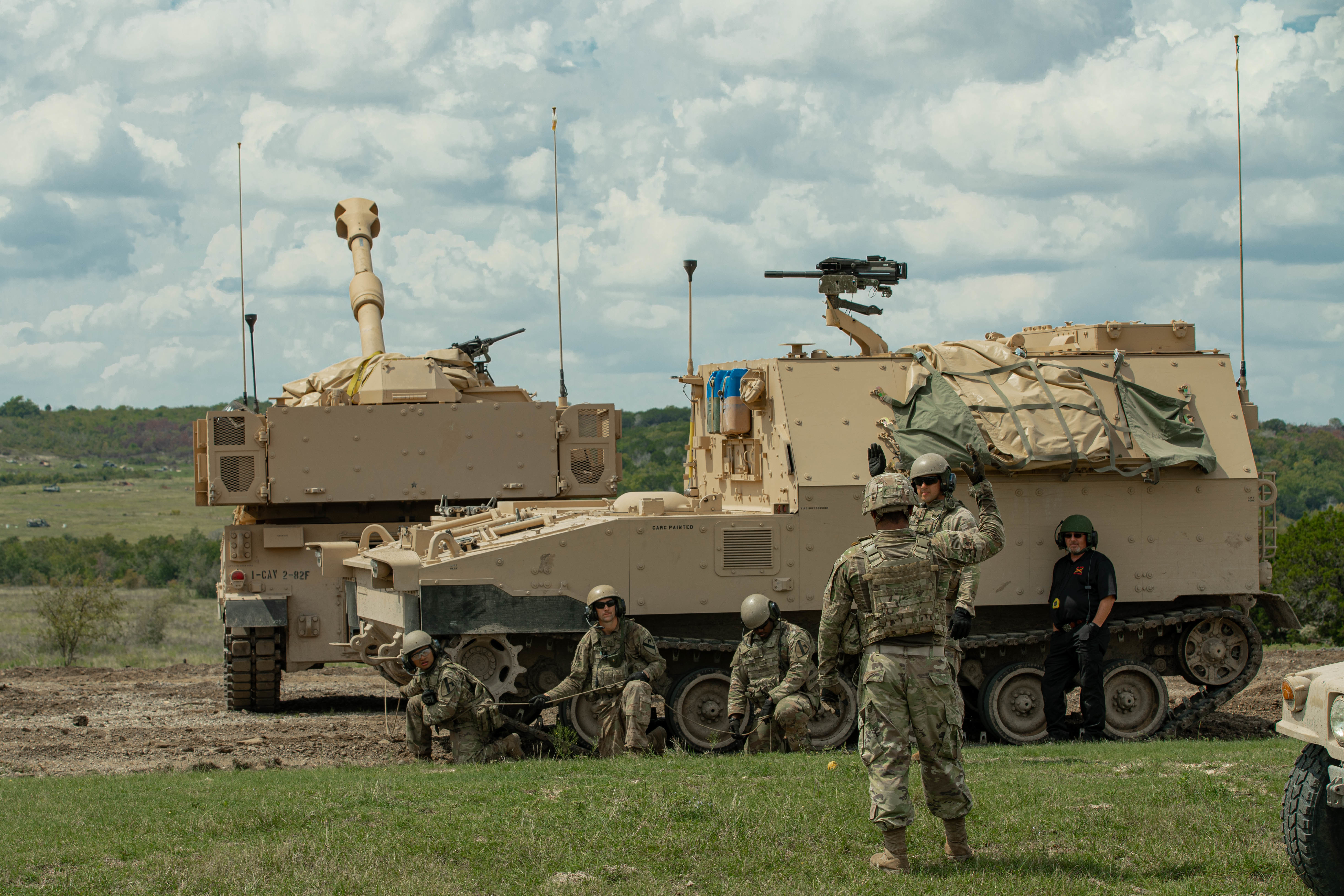
Um M109A7 com o veículo de apoio para logística e munição M992A3.

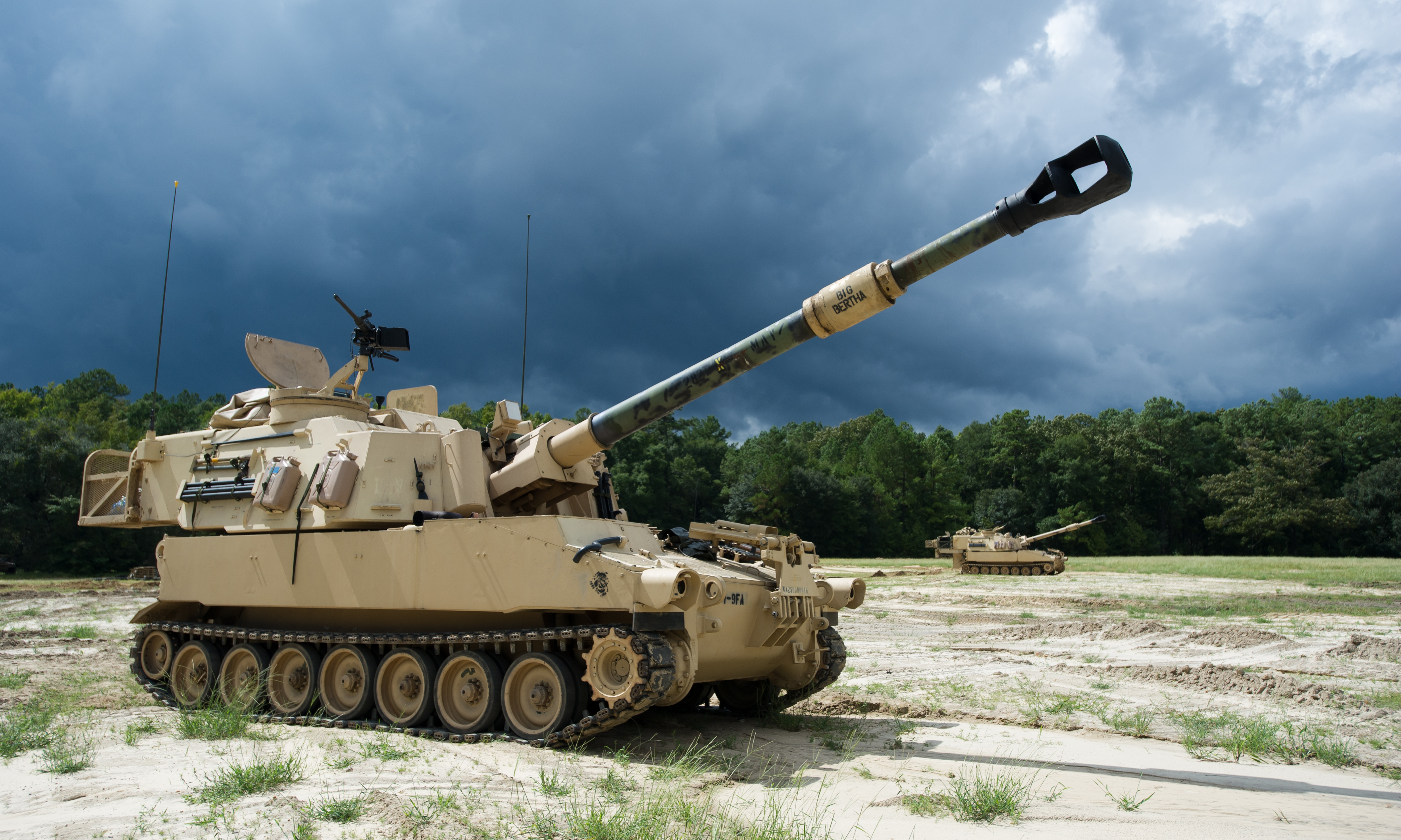
Um M109A6 Paladin do 1º Batalhão, 9º Regimento de Artilharia de Campanha da 2ª Brigada Blindada de Combate, pertencente a 3ª Divisão de Infantaria do exército dos Estados Unidos.

- Djibuti − 10 M109L em serviço em 2024,[4] fornecidos pela Itália[5]
- Etiópia
- Grécia
- Irão
- Kuwait
- Marrocos
- Omã
- Peru
- Suíça

M109A2/A3
- Alemanha
- Arábia Saudita
- Bélgica
- Brasil
- Dinamarca
- Egito
- Espanha
- Grécia
- Itália
- Jordânia
- Marrocos
- Noruega
- Países Baixos
- Paquistão
- Portugal
- Tunísia
- Ucrânia: 23 A3GN, doados pela Noruega[6][7] e 60 M109L entregues entre 2022 e 2023.[5] 90 M109A3GN/A4/A5Öe/A6/L em serviço até 2024[8]

M109A2/A5
- Áustria
- Taiwan
- Ucrânia: 6 M109A5Ö, doados pela Letônia[7]

M109A4
- Bélgica
- Canadá
- Marrocos
- Ucrânia: 28 unidades M109A4BE, anteriormente propriedade da Bélgica, compradas, remodeladas e doadas pelo Reino Unido[9] 90 M109A3GN/A4/A5Öe/A6/L em serviço ao final de 2024[8]

M109A5
- Arábia Saudita
- Brasil
- Chile
- Egito
- Espanha
- Filipinas
- Grécia
- Iraque
- Israel
- Marrocos
- Paquistão
- Portugal
- Tailândia
- Ucrânia: 6 M109A5Öe,[8] 90 M109A3GN/A4/A5Öe/A6/L em serviço até 2024[8]

M109A6 "Paladin"
- Arábia Saudita
- Estados Unidos
- Ucrânia: 18 (entregues pelos Estados Unidos)[10] 90 M109A3GN/A4/A5Öe/A6/L em serviço até 2024[8]

M109A7
- Estados Unidos[11]

K55/K55A1
- Coreia do Sul